# 崔俊
崔俊（1441年—？），字世英，山西太原府陽曲縣人，民籍。明朝政治人物。進士出身。

## 生平
山西鄉試第四十九名。成化八年（1472年）壬辰科會試第五十八名，殿試登進士第三甲第八十二名。

## 家族
曾祖父崔敏。祖父崔忠，贈戶部郎中。父亲崔能，曾任兩淮運使。